# Fondul European pentru Refugiați
Fondul European pentru Refugiați (acronim FER; în engleză European Refugee Fund) a fost o schemă concepută pentru a facilita partajarea costurilor financiare aferente primirii, integrării și repatrierii voluntare a refugiaților între statele membre ale Uniunii Europene. Toate statele membre ale Uniunii Europene, cu excepția Danemarcei, au participat la FER. Fondul a finanțat atât proiecte naționale, cât și transnaționale, inclusiv furnizarea de cursuri de competențe și formare lingvistică refugiaților, îmbunătățirea facilităților de primire și operațiuni de relocare sau relocare a refugiaților. FER a primit o finanțare de 630 de milioane de euro în perioada 2008-2013. Acesta a fost înființat în 2000, înlocuind măsurile de finanțare ad-hoc anterioare. În aprilie 2014, FER, împreună cu Fondul European de Integrare și Fondul European de Returnare, a fost înlocuit de Fondul pentru Azil, Migrație și Integrare (FAMI), înființat pentru perioada 2014-2020.